# Callitomis multifasciata
Callitomis multifasciata är en fjärilsart som beskrevs av George Francis Hampson 1892. Callitomis multifasciata ingår i släktet Callitomis och familjen björnspinnare. Inga underarter finns listade i Catalogue of Life.